# Opius annellaticornis
Opius annellaticornis är en stekelart som beskrevs av Fischer 1965. Opius annellaticornis ingår i släktet Opius och familjen bracksteklar. Inga underarter finns listade i Catalogue of Life.